# Томас, Кит (историк)
Сэр Кит Томас (англ. Keith Vivian Thomas; род. 2 января 1933, Wick, Вейл-оф-Гламорган) — британский историк, пионер в области социальной истории. Профессор Оксфорда. Член Британской академии (1979), её президент в 1993—1997. Член Academia Europaea, почётный член Японской академии. Почётный феллоу Колледжа всех душ, экс-президент престижного Корпус-Кристи (1986—2000), про-вице-канцлер Оксфорда (1988—2000). Его самой известной книгой указывают Religion and the Decline of Magic. Рыцарь с 1988 года.
Старший сын валлийского фермера.
Изучал современную историю в оксфордском Баллиол-колледже (1952—1955). Там же в Оксфорде проведёт всю свою академическую карьеру, с 1955 года. Феллоу и тьютор (1957—1985). Ридер (1978—1985), профессор и президент Корпус-Кристи (1986—2000). В 1988—2000 про-вице-канцлер Оксфорда.
Заслуженный феллоу Колледжа всех душ (2001—2015), где уже являлся феллоу в 1955—1957. Ныне почётный феллоу Колледжа всех душ (с 2015), Баллиол-колледжа и Корпус-Кристи. Его указывают «одним из выдающихся историков нашего времени», «выдающимся среди современных специалистов по социальной и интеллектуальной истории Англии между шестнадцатым и восемнадцатым веками». Специалист по исторической этнографии Англии раннего Нового времени. Также являлся председателем издательства Оксфордского университета. Оказал влияние на Алана Макфарлейна — его первого D.Phil.-студента.
Публиковался по многим различным аспектам социальной и культурной истории Англии раннего Нового времени. В 1963 году в журнале Past and Present вышла его знаменитая статья «History and Anthropology».
Среди его книг: Religion and the Decline of Magic (1971), Man and the Natural World (1983), The Oxford Book of Work (1999), The Ends of Life (2009). Как отмечалось, последняя указанная представляет собою «подробный отчёт о том, как люди в шестнадцатом-восемнадцатом веках придавали смысл своей жизни».
- Religion and the Decline of Magic: Studies in Popular Beliefs in Sixteenth- and Seventeenth-Century England (London, 1971)
- Man and the Natural World: Changing Attitudes in England 1500—1800 (1983)